# Aéroport international de Chengdu-Tianfu
L'aéroport international de Chengdu-Tianfu (chinois simplifié : 成都天府国际机场 ; chinois traditionnel : 成都天府國際機場 ; pinyin : Chéngdū tiānfǔ guójì jīchǎng), en service depuis 2021, dessert Chengdu, la capitale de la province chinoise du Sichuan, une importante plaque tournante aérienne. Le site de l'aéroport a été choisi dans la ville de Lujia faisant partie de Jianyang, à 51 kilomètres au sud-est du centre de Chengdu. Il tire son nom de la nouvelle zone de Tianfu, une zone de développement où se situe l'aéroport. La construction a commencé en mai 2016 et l'aéroport ouvre  ses portes le 20 juin 2021. Il est le second aéroport de Chengdu, complétant l'aéroport international de Chengdu-Shuangliu qui continuera de fonctionner.

## Conception

Plan d'Aéroport

Il est prévu que Chengdu devienne la troisième plus grande plate-forme aéroportuaire de Chine, après Pékin et Shanghai. Une fois toutes les phases d'expansion terminées, l'aéroport disposera de six pistes de niveau 4F. Les images satellite montrent une orientation nord-sud et est-ouest, avec deux terminaux. Cet aéroport aura une capacité d'accueil de 80 à 100 millions de passagers par an,. Le 1er juin 2015, le Sichuan Provincial Airport Group a annoncé le projet lauréat, qui a été réalisé par le China Southwest Architectural Design and Research Institut, le China Airport Construction Group Corporation et le cabinet d'architectes français ADP Ingénierie. Il comprend deux terminaux qui reprennent la forme du mythique oiseau de feu doré ( 太阳神鸟金饰, en:Golden Sun Bird) qui est repris dans le logo de la ville de Chengdu. Les deux terminaux, construits en symétrie, auront chacun un noyau circulaire, d'où rayonneront vers l'extérieur six bras.

## Situation
| \| 500 km1:25 016 000 \| Baotou Canton Changchun Changsha Chengdu-CTU Chengdu-TFU Chongqing Dalian Fuzhou Guilin Guiyang Haikou Hailar Hangzhou Harbin Hefei Hohhot Jinan Jinghong Kunming Lanzhou Lhassa Lijiang Nanchang Nankin Nanning Ningbo Pékin · Capitale Pékin · Daxing Qingdao Quanzhou Sanya Shanghaï-Pudong Shanghaï-Hongqiao Shantou-Chaozhou-Jieyang Shenyang Shenzhen Shijiazhuang Taiyuan Tianjin Ürümqi Wenzhou Wuhan Suzhou Xiamen Xi'an Xining Yantai Yinchuan Zhengzhou Zhuhai-Jinwan |
| 500 km1:25 016 000 |

## Compagnies aériennes et destinations
| Compagnies             | Destinations |
| ---------------------- | --- |
| Air China              | - Beihai-Fucheng, - Pékin-Capitale, - Changchun, - Changsha, - Dalian-Zhoushuizi, - Canton-Baiyun, - Guilin-Liangjiang, - Haikou, - Hohhot, - Huizhou Pingtan (en), - Shantou-Chaozhou-Jieyang, - Kunming-Changshui, - Lianyungang-Huaguoshan, - Paris-Charles de Gaulle, - Qionghai-Bo'ao (en), - Shanghai-Pudong, - Shenzhen-Bao'an, - Shijiazhuang, - Xingyi (en), - Yantai, - Yiwu, - Yuncheng, - Zhanjiang-Wuchuan, - Zhengzhou                                      |
| Chengdu Airlines       | - Baotou-Donghe, - Beihai-Fucheng, - Changchun, - Guiyang, - Harbin Taiping, - Hengyang, - Hohhot, - Shantou-Chaozhou-Jieyang, - Jinan, - Ji'an, - Shangrao Sanqingshan, - Shenyang, - Shijiazhuang, - Wēihǎi, - Wenzhou-Longwan, - Xiamen-Gaoqi, - Xichang (en), - Xining-Caojiabao, - Xinzhou (zh), - Yinchuan Hedong, - Zhangjiajie, - Zhongwei, - Zhoushan Putuoshan                                                                                                  |
| China Eastern Airlines | - Pékin-Daxing, - Changde Taohuayuan (en), - Changzhou, - Diqing Shangri-La (en), - Hangzhou-Xiaoshan, - Hefei, - Huangshan-Tunxi, - Kunming-Changshui, - Linyi (zh), - Dehong Mangshi, - Nankin, - Ningbo, - Qingdao-Jiaodong, - Shanghai-Hongqiao, - Shanghai-Pudong, - Taiyuan-Wusu, - Taizhou (Zhejiang) (en), - Tengchong Tuofeng (en), - Wenzhou-Longwan, - Wuhan, - Xi'an-Xianyang, - Xining-Caojiabao, - Xinyang Minggang (en), - Yichang, - Yiwu, - Yushu Batang |
| Juneyao Air            | Chizhou Jiuhuashan (en), Nankin, Shanghai-Hongqiao, Shanghai-Pudong, Tongren Fenghuang (en) |
| Lucky Air              | Cangyuan (en), Haikou, Hohhot, Kāngdìng, Lhassa-Gonggar, Ngari Gunsa, Ninglang (zh), Simao (en), Sanya-Phénix, Shijiazhuang, Tianjin Binhai, Ürümqi-Diwopu, Xinzhou (zh), Jinghong Xishuangbanna Gasa, Zhangjiakou Ningyuan (en), Zhaotong, Zhengzhou |
| Sichuan Airlines       | Anshan-Teng'ao (en), Pékin-Capitale, Changzhou, Dalian-Zhoushuizi, Diqing Shangri-La (en), Lhassa-Gonggar, Lijiang, Nanchang-Changbei, Nanning, Ningbo, Qionghai-Bo'ao (en), Tianjin Binhai, Ürümqi-Diwopu, Xining-Caojiabao, Jinghong Xishuangbanna Gasa, Xuzhou-Guanyin, Yantai, Yinchuan Hedong |
| Spring Airlines        | Ningbo, Shanghai-Hongqiao, Shanghai-Pudong, Shenyang, Shijiazhuang, |
| XiamenAir              | Changsha, Fuzhou-Chánglè, Hangzhou-Xiaoshan, Quanzhou Jinjiang, Xiamen-Gaoqi |

Édité le 06/10/2021

## Transport terrestre
L'infrastructure de transport nécessaire au nouvel aéroport sera construite en trois phases.

### Court terme
Il est d'abord prévu d'ouvrir un premier terminal en 2020, reporté pour cause de Covid-19 en 2021, comprenant les infrastructures suivantes :  
- Une voie express du nouvel aéroport jusqu'à la ville de Chengdu.
- L'autoroute reliant la ville de Ziyang au lac Sanchahu (dans la ville de Jianyang).
- L'autoroute reliant la ville de Jianyang au nouvel aéroport et au Renshou County.
- Ligne 18 du métro de Chengdu, qui reliera l'aéroport à la gare de Chengdu-Sud.
- Ligne 19 du métro de Chengdu, qui le reliera à l'aéroport international de Chengdu Shuangliu existant.

### Moyen terme
Une connexion ferroviaire à grande vitesse est prévue dans le cadre du chemin de fer interurbain Chengdu-Kunming via Zigong reliant la gare de Chengdu-Est et Ziyang. La construction devrait commencer en 2019.
La ligne 18 du métro de Chengdu sera prolongée jusqu'à la gare de Chengdu, ses travaux ont été commencés en mars 2020, pour une mise en service prévue avant 2024.

### Long terme
Une connexion ferroviaire à grande vitesse est prévue dans le cadre du chemin de fer interurbain Chengdu-Kunming via Zigong reliant la gare de Chengdu-Est et Zigong. La construction devrait commencer d'ici 2026.

## Voir également
- L'aéroport international de Chengdu-Shuangliu, premier aéroport international de Chengdu.
- Liste des aéroports en Chine
- Liste des aéroports les plus fréquentés de Chine